# 아사에촌
아사에촌(浅江村)은 야마구치현 구마게군에 설치된 촌이다. 